# RhoファミリーGタンパク質
RhoファミリーGタンパク質（ローファミリージーたんぱくしつ）とは、低分子量Gタンパク質の一種で、主に細胞骨格の制御に関わる。代表的なRhoファミリー分子は、RhoA、Rac1、Cdc42の3つである。それぞれについて特異的なエフェクター（＝下流分子）が複数存在し、それぞれの特異的な機能を実現している。

## RhoファミリーGタンパク質の間の関係
1992年に出たAlan Hallらの有名な論文で、Rhoがストレスファイバーと接着斑、Racが葉状仮足、Cdc42が糸状仮足を誘導すること、Cdc42→Rac→Rhoというカスケードが存在することという2つのドグマが提案された。その後、RacとRhoはむしろ相互の活性を抑制し、逆のはたらきを持つというデータが数多く報告されるようになり、現在はそちらの方が広く受け入れられている。

## RhoファミリーGタンパク質の活性の検出
RhoファミリーGタンパク質は他の低分子量Gタンパク質と同様に、GTP結合型が活性型であり、GDP結合型が不活性型である。RhoファミリーGタンパク質は外部の刺激を受け取って下流分子に伝える分子スイッチなので、活性化状態を定量することがその解析に不可欠の手段となる。そのために主に3つの手法が使われる。
1. 正リン酸を使ったアイソトープラベルをした後、薄層クロマトグラフィーでGTP結合型とGDP結合型を分離検出する。
最も直接的な方法で信頼性が高い。ただし、アイソトープを使うので日常的に使用される方法ではない。
2. GSTと融合させたエフェクターのRhoファミリー結合ドメインを使用したpull down assay（いわゆるBos method）。
簡便であり、最も広く使用されている。
3. 生きている細胞での活性検出が可能なFRETの原理に基づく蛍光イメージング。
生きている細胞での活性の時空間情報を得ることができるという利点があり、急速に普及しつつある。ただし、比較的高価な機材を必要とする。